# Pedinotus levigatus
Pedinotus levigatus är en stekelart som beskrevs av Marsh 2002. Pedinotus levigatus ingår i släktet Pedinotus och familjen bracksteklar. Inga underarter finns listade i Catalogue of Life.